# Hermánszeg, Szabolcs-Szatmár-Bereg
Hermánszeg  este un sat în districtul Fehérgyarmat, județul Szabolcs-Szatmár-Bereg, Ungaria, având o populație de 266 de locuitori (2011). 

## Demografie
Componența etnică a satului Hermánszeg
     Maghiari (94,42%)
     Romi (3%)
     Români (2,58%)
Componența confesională a satului Hermánszeg
     Reformați (73,31%)
     Romano-catolici (4,14%)
     Ortodocși (1,13%)
     Greco-catolici (1,13%)
     Necunoscută (20,3%)
Conform recensământului din 2011, satul Hermánszeg avea 266 de locuitori. Din punct de vedere etnic, majoritatea locuitorilor (94,42%) erau maghiari, existând și minorități de romi (3,0%) și români (2,58%).  Din punct de vedere confesional, majoritatea locuitorilor (73,31%) erau reformați, existând și minorități de romano-catolici (4,14%), ortodocși (1,13%) și greco-catolici (1,13%). Pentru 20,3% din locuitori nu este cunoscută apartenența confesională.